# Yungay (provincie)
Yungay is een provincie in de regio Ancash in Peru. De provincie heeft een oppervlakte van 1.361 km² en telt 58.683 inwoners (2015). De hoofdplaats van de provincie is het district Yungay.

## Bestuurlijke indeling
De provincie is verdeeld in acht districten, UBIGEO tussen haakjes:
- (022002) Cascapara
- (022003) Mancos
- (022004) Matacoto
- (022005) Quillo
- (022006) Ranrahirca
- (022007) Shupluy
- (022008) Yanama
- (022001) Yungay, hoofdplaats van de provincie

Aija · Antonio Raimondi · Asunción · Bolognesi · Carhuaz · Carlos Fermín · Casma · Corongo · Huaraz · Huari · Huarmey · Huaylas · Mariscal Luzuriaga · Ocros · Pallasca · Pomabamba · Recuay · Santa · Sihuas · Yungay